# داميان درم
داميان درم هو لاعب كرة قدم أسترالية وسياسي أسترالي، ولد في 28 يوليو 1960 في شيبارتون في أستراليا. نشط حزبياً في الحزب الوطني الأسترالي.

## مناصب
- انتخب عضو مجلس النواب الأسترالي ‏ عن دائرة Division of Nicholls [الإنجليزية]‏ وقد انضم خلال فترته النيابية (18 مايو 2019 – ) للكتلة البرلمانية كتلة الائتلاف [الإنجليزية]‏.
- انتخب عضو مجلس النواب الأسترالي ‏ عن دائرة Division of Murray [الإنجليزية]‏ وقد انضم خلال فترته النيابية (2 يوليو 2016 – 18 مايو 2019) للكتلة البرلمانية كتلة الائتلاف [الإنجليزية]‏.
- انتخب عضو المجلس التشريعي الفيكتوري ‏ عن دائرة Northern Victoria Region [الإنجليزية]‏ (25 نوفمبر 2006 – 26 مايو 2016).
- انتخب عضو المجلس التشريعي الفيكتوري ‏ عن دائرة المقاطعة الشمالية الغربية [الإنجليزية]‏ (30 نوفمبر 2002 – 31 أكتوبر 2006).

## وصلات خارجية
- داميان درم على موقع AustralianFootball.com (الإنجليزية)
- داميان درم على موقع AFLtables.com (الإنجليزية)